# Derek Green
Derek Green (* 6. Februar 1944 in Bristol) ist ein ehemaliger britischer Radrennfahrer.

## Sportliche Laufbahn
Green war im Straßenradsport aktiv. Nachdem er 1965 das Rennen Stan Ockers Memorial Two Day gewonnen hatte und in der Tour of the Cotswolds Zweiter hinter Les West geworden war, wurde er 1966 Berufsfahrer und blieb bis 1970 als Radprofi aktiv. Er gewann einige Straßenrennen und Etappen kürzerer Rundfahrten, alle in Großbritannien. 1968 wurde er für die britische Nationalmannschaft für die Tour de France nominiert. Auf der 6. Etappe der Tour schied er aus. Im Rennen der UCI-Straßen-Weltmeisterschaften 1968 schied er aus.